# (31722) 1999 JG61
1999 جاي جي 61 (ويعرف أيضًا باسم (31722) 1999 جاي جي 61 وفق تسمية الكوكب الصغير) (بالإنجليزية: 1999 JG61)‏ هو كويكب ضمن حزام الكويكبات؛ وترتيبه 31722 من حيث الاكتشاف.
اكتُشف هذا الجُرم الفلكي بواسطة بحث لنكولن عن الكويكبات القريبة من الأرض في 10 مايو 1999.

## وصلات خارجية
- (31722) 1999 JG61 في قاعدة بيانات مختبر الدفع النفاث لأجرام النظام الشمسي الصغيرة

- الاكتشاف · مخطط المدار ·  العناصر المدارية · المعلمات المادية

- (31722) 1999 JG61 على موقع ويكي سكاي: DSS2, SDSS, GALEX, IRAS, Hydrogen α, X-Ray, Astrophoto, Sky Map, Articles and images